# Little Sackville River
Little Sackville River är ett vattendrag i Kanada.   Det ligger i provinsen Nova Scotia, i den sydöstra delen av landet, 1 000 km öster om huvudstaden Ottawa.
Runt Little Sackville River är det i huvudsak tätbebyggt. Runt Little Sackville River är det tätbefolkat, med 397 invånare per kvadratkilometer.